# Serre Ponçon (sommet)
Pour les articles homonymes, voir Serre Ponçon.
Le serre Ponçon est un sommet de France situé dans les Alpes du Sud, dans les Hautes-Alpes, au pied du barrage de Serre-Ponçon.

## Géographie
La colline est située dans un méandre encaissé de la vallée de la Durance, au sud-est de Gap et au sud-ouest d'Embrun, immédiatement à l'ouest du barrage et du lac de Serre-Ponçon auxquels il a donné son nom, sur le territoire communal de Rousset-Serre-Ponçon dont le village se trouve au nord-ouest. S'élevant à une centaine de mètres en rive droite au-dessus du lit de la Durance, il culmine à 768 mètres d'altitude.
Son environnement immédiat est fortement impacté par le barrage de Serre-Ponçon construit entre 1955 et 1959. Ainsi, si la colline s'appuie au nord-ouest et au nord sur les reliefs du dôme de Remollon, l'ancien lit de la Durance est occupé par le bassin de compensation du barrage au sud, la centrale hydroélectrique s'étend au pied du barrage à l'est, la route départementale 3 qui passait à ses pieds utilise désormais la colline pour franchir le dénivelé du barrage au moyen de plusieurs virages en lacet et le tout est survolé par plusieurs lignes à haute tension dont des pylônes sont érigés sur la colline. Le muséoscope du Lac de Serre-Ponçon se trouve aux pieds au sud de la colline. En dépit de ces aménagements, elle reste fortement végétalisée avec des pentes couvertes par une forêt et un vignoble.
Son anthropisation liée au barrage fait qu'elle est exclue des ZNIEFF de type 1 « versant adret de Remollon, Théus et Espinasses - montagne de Saint-Maurice - rocher de Saint-Pierre » qui s'étend à l'ouest et « plan d'eau de la retenue d'Espinasses - Chaussetive » qui s'étend au sud ainsi que de la ZNIEFF de type 2 « versant adret d'Espinasses, Théus et Remollon - forêt domaniale de Serre-Ponçon - mont Colombis » qui s'étend au nord et au nord-est.

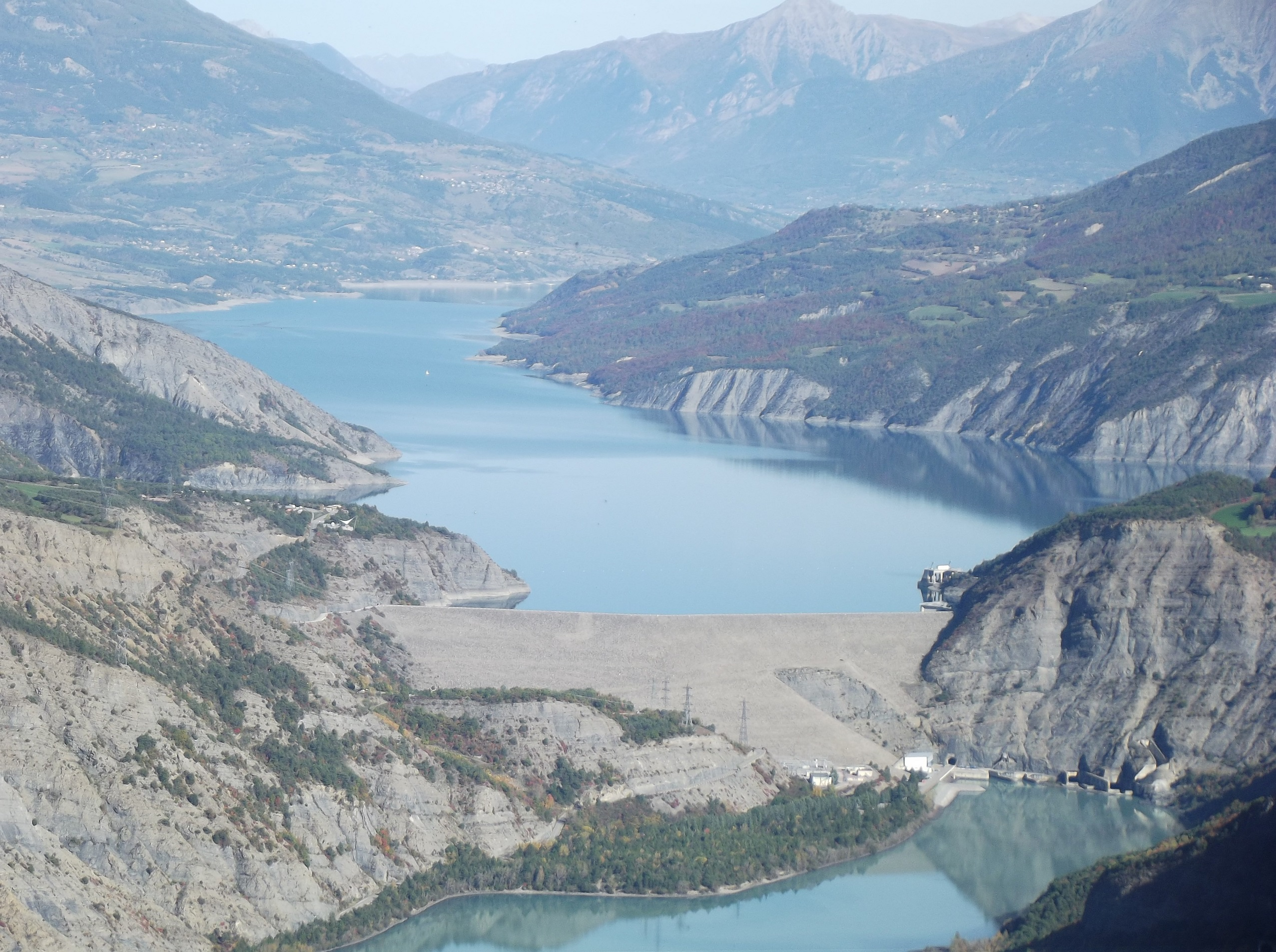
Le bassin de compensation, le serre Ponçon, le barrage et le lac de Serre-Ponçon depuis la montagne de la Scie au sud-ouest.